# Graphania panda
Graphania panda är en fjärilsart som beskrevs av Alfred Philpott 1920. Graphania panda ingår i släktet Graphania och familjen nattflyn. Inga underarter finns listade i Catalogue of Life.